# Maude Fulton
Pour les articles homonymes, voir Fulton.
Maude Fulton, née le 14 mai 1881 à El Dorado, Kansas, (États-Unis), et morte le 9 novembre 1950 à Los Angeles, Californie, (États-Unis), est une actrice de théâtre de Broadway qui devint plus tard une scénariste de Hollywood.

## Biographie
Fille de Titus Parker Fulton et de Lulu Belle Couchman, Maude fut sténographe, télégraphiste et auteur de nouvelles avant de devenir une actrice de théâtre. Sa première apparition sur scène a eu lieu à Aberdeen, Dakota du Sud, en 1904. Jeune actrice, Fulton fait partie de la distribution de Mam'zelle Champagne à Broadway, en 1906. Elle était donc présente lorsque Harry K. Thaw a assassiné l'architecte Stanford White, mari d'Evelyn Nesbit, durant le début de la pièce. En 1917, elle a écrit et joué dans la pièce The Brat, son plus grand succès personnel qui a été plus tard adapté, en 1919, en film muet avec dans le rôle principal Alla Nazimova, puis refait comme film parlant au début des années 1930. Pendant l'époque du cinéma muet, Maude Fulton a écrit de nombreux intertitres pour beaucoup de films tels que L'Éventail de Lady Windermere (1925) avec Ronald Colman et Don Juan (1926) avec John Barrymore. Elle continua par la suite à écrire pour des films hollywoodiens dans les années 1930.
Maude Fulton a été mariée à Robert Ober, acteur américain, avec qui elle a divorcé plus tard. Tous deux n'ont eu aucun enfant.

## Filmographie partielle

### Actrice de cinéma
- 1927 : The Gingham Girl de David Kirkland : Mme Trask
- 1927 : Silk Legs d'Arthur Rosson : Mary McGuire
- 1928 : Bare Knees d'Erle C. Kenton : Bessie
- 1929 : Nix on Dames de Donald Gallaher : Stella Foster
- 1933 : The Cohens and Kellys in Trouble (en) de George Stevens : Miss Fern

### Scénariste
- 1931 : La Fille de l'enfer (Safe In Hell) de William A. Wellman
- 1931 : Le Faucon maltais (The Maltese Falcon) de Roy Del Ruth
- 1931 : Other Men's Women réalisé par William A. Wellman
- 1932 : Play Girl  de Roy Del Ruth
- 1933 : Rêves brisés (Broken Dreams) de Robert G. Vignola
- 1933 : Mystérieux Week-end (Broadway Bad) de Sidney Lanfield
- 1936 : Héros d'un soir (Song and Dance Man) d'Allan Dwan